# Дадиани, Нино Георгиевна

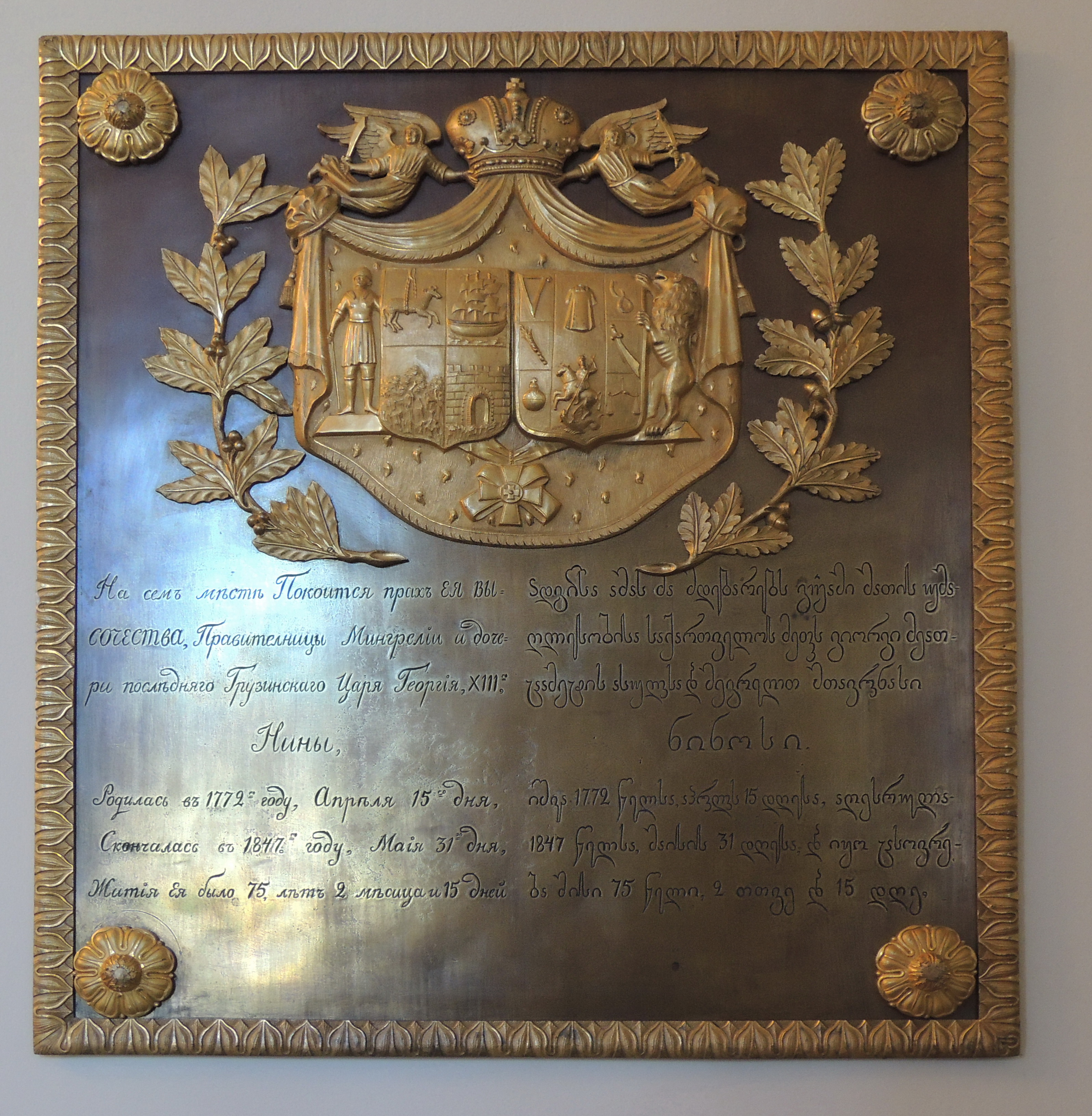
Надгробие Нины в Александро-Невской Лавре

Княгиня Нина Георгиевна Дадиани (15 апреля 1772 — 31 мая 1847, Петербург) — статс-дама, кавалерственная дама, жена правителя Мингрелии Григория Дадиани, дочь последнего грузинского царя Георгия XII и княжны Кетеван, дочери князя Папуа Андроникашвили.

## Биография
На 16-м году жизни вышла замуж за Григория (Григола) Дадиани, владетеля Мегрелии. 
1 декабря 1803 года, после присяги её мужа на верноподданство, княгиня Дадиани получила Высочайший подарок — соболий мех и 10 аршин пунцового бархата. 
24 октября 1804г. князь Григол Дадиани неожиданно умирает. Существует теория, что он был отравлен собственной женой. После смерти мужа, во время малолетства своего сына Левана, именно она правила страной, а по достижении им совершеннолетия была отозвана в Санкт-Петербург, где провела остальные годы своей жизни, находясь при Высочайшем Дворе.
12 мая 1806 года Нина Георгиевна была пожалована орденом Святой Екатерины большого креста.
Именно она, благодаря своим заговорам, стала виновницей военных столкновений многих горцев и представителей Царской власти России. Из-за ее провокаций в конфликтах погибли тысячи абхазских горцев и русских солдат Российской Империи. 2 мая 1808г. из-за ее козни, в результате вооруженного нападения, погиб абхазский владетель Келешбей Чачба в Сухумской крепости. Во многом, ее подстрекательская деятельность негативно отразились на всей Кавказской войне (1817—1864), повлекшей за собой гибель десятков тысяч горцев и русских.  
Скончалась княгиня Дадиани в Санкт-Петербурге и похоронена в церкви св. Иоанна Златоустого в Александро-Невской Лавре.

## Дети
В браке с Григорием Дадиани родились:
- Кетеван Дадиани (1792 — после 1823), княжна, в первом браке замужем была за правителем Самурзакано князем Манучаром Соломоновичем Шервашидзе (?—1813), во втором (с 1823 года) за сыном владетеля Абхазии Ростом-бегом Келешбеевичем Шервашидзе;
- Леван V (1793—1846), владетельный князь Мегрелии (1804—1846);
- Мария Дадиани (1794—?), княжна, в пером браке за князем Геогрием Давидовичем Эристави (Гурийским), во втором — за князем Ростомом Бериевичем Геловани;
- Елена Дадиани (1795—?), княжна, в первом браке за князем Давидом Георгиевичем Гуриели, во втором — за князем Георгием Левановичем Микеладзе;
- Екатерина Дадиани (1797—?), княжна, замужем за князем Бегларом Зааловичем Джамбакуриан-Орбелиани;
- Григорий (Георгий) Дадиани (1798— после 1851), князь, генерал-майор. Был женат на графине Елизавете Павловне фон дер Пален, детей не было.